# Totes Intervall
Der musiktheoretische Begriff totes Intervall zielt auf die Beziehung zwischen den Grenztönen aufeinanderfolgender musikalischer Sinneinheiten.
Geprägt wurde er von Hugo Riemann als Gegenbegriff zu „geschehenden“ Schritten und Sprüngen, die innerhalb einer Sinneinheit stattfinden.
Verständnis einer Melodie setzt nach Riemann in erster Linie voraus, dass die vom Komponisten gemeinten „Motivbegrenzungen“ und damit die toten Intervalle richtig lokalisiert werden. Denn deren Verlagerung rufe andere „Gesten“ hervor. Das Notenbeispiel demonstriert diese Bedeutungsunterschiede. Wird die Melodie gemäß den oberen Klammern aufgefasst, sind die Aufwärtssprünge geschehend, die Abwärtssprünge hingegen tot. Nach den unteren Klammern sind die Abwärtssprünge geschehend und der Quint- und Sextanstieg tot.

Unterschiedliche Phrasierungen

Außer in der Werkanalyse und Phrasierungslehre wird der Begriff auch in der Stilforschung verwendet. So lässt sich nachweisen, dass manche Komponisten des 16. Jahrhunderts (darunter Lasso und Palestrina) größere Sprünge unterschiedlich verwenden, je nachdem, ob es sich um tote oder um geschehende Intervalle handelt. Zum Beispiel halten sich diese Komponisten im alla-breve-Takt weitgehend an das Prinzip, wonach größere Aufwärtssprünge aus einer Semibrevis von einer geraden (zweiten, vierten) Taktposition aus (also gleichsam auftaktig) erfolgen. Sind solche Sprünge tote Intervalle, gilt dieses Prinzip nicht.